# 筑前大分站
筑前大分站（日语：／ Chikuzen-Daibu eki */?）是位於福岡縣飯塚市大分6008番1號，九州旅客鐵道（JR九州）的篠栗線（福北豐線）車站。車站編號為JC10。

## 歷史
- 1968年（昭和43年）5月25日 - 日本國有鐵道篠栗線篠栗站至桂川站之間開通，此站啟用。
- 1987年（昭和62年）4月1日 - 伴隨國鐵分割民營化，車站由九州旅客鐵道（JR九州）營運[1][2][3]。
- 2009年（平成21年）3月1日 - 此站可以使用IC卡「SUGOCA」[4]。

## 車站構造
車站是一座地面車站，設有2面2線的相對式月台。車站大樓位於車站南邊。
此站是業務委託車站，委托JR九州鐵道營業負責車站業務。此站沒有MARS系統，但設有POS終端。此站設有自動售票機。此站可以使用SUGOCA（不可購買SUGOCA，但可為SUGOCA增值）
隨著車站附近人口增加，地方議會討論了在現時車站大樓北邊加設閘口，但是由於財政困難等理由。截至2019年11月，沒有具體計劃。

### 月台
| 月台 | 路線     | 上下行 | 方向             |
| ---- | -------- | ------ | ---------------- |
| 1    | 福北豐線 | 下行   | 長者原、博多方向 |
| 2    | 福北豐線 | 上行   | 桂川、直方方向   |

## 使用狀況
在2018年度，1日平均乘車人次為706人。
| 上落車人次變化 | 上落車人次變化 |
| 年度           | 1日平均人次    |
| -------------- | -------------- |
| 2007年         | 808            |
| 2008年         | 792            |
| 2009年         | 784            |
| 2010年         | 747            |
| 2011年         | 779            |
| 2012年         | 773            |
| 2013年         | 762            |
| 2014年         | 726            |
| 2015年         | 732            |
| 2016年         | 732            |
| 2017年         | 731            |
| 2018年         | 706            |

## 車站周邊
此站位於前筑穗町北邊。從前車站周邊十次冷清，現時車站周邊開發了新興住宅地「鶯台住宅團地」。於站前設有A-Coop。站前設有福岡縣道90號穗波嘉穗線與路軌的立體相交。於站前東側設有福岡縣道446號大分太郎丸線，與篠栗線並行。
- 飯塚市社區巴士（日语：飯塚市コミュニティバス） 筑穗、飯塚線 大分站巴士站
- 鶯塚溜池
- 飯塚市立大分小學
- 大分廢寺塔遺蹟
- 大分八幡宮（日语：大分八幡宮） (福岡市筥崎宮的元宮) - 步行15分鐘
- A-Coop（日语：エーコープ）大分店
- 鶯塚集會所
- 高野山真言宗　大光寺

## 相鄰車站
九州旅客鐵道（JR九州）
 福北豐線（篠栗線）
■快速
桂川（JC11）－筑前大分（JC10）－城戶南藏院前（JC08）
■普通
桂川（JC11）－筑前大分（JC10）－（部分停九郎原（JC09））－城戶南藏院前（JC08）

## 注腳
1. ↑  九州鉄道百年祭実行委員会・百年史編纂部会 (编).  初版. 九州旅客鉄道. 1988: 181 （日语）.
2. ↑  『交通年鑑 昭和63年版』 交通協力會，1988年3月。
3. ↑  今村都南雄 『民営化の效果と現実NTTとJR』 中央法規出版，1997年8月。ISBN 978-4805840863
4. ↑  . 交通新聞 (交通新聞社). 2009-03-03: 1 （日语）.
5. ↑  SUGOCA 利用可能エリア （页面存档备份，存于）（日語） 九州旅客鐵道，截至2019年4月1日（2020年1月13日參閲）
6. ↑   (PDF). 九州旅客鉄道.   [2020-09-24]. （原始内容存档 (PDF)于2020-08-24） （日语）.
7. ↑   (PDF). 九州旅客鉄道. 2017-07-31  [2018-05-19]. （原始内容 (PDF)存档于2017-08-01） （日语）.
8. ↑  飯塚統計 （交通、運輸） JR九州使用狀況
9. ↑   (PDF). 九州旅客鉄道.   [2019-03-10]. （原始内容 (PDF)存档于2018-07-17） （日语）.
10. ↑   (PDF). 九州旅客鉄道.   [2019-07-27]. （原始内容存档 (PDF)于2019-12-06） （日语）.

## 外部連結
- 筑前大分（車站資訊） - 九州旅客鐵道（日語）